# Tenedores sobre cuchillos
Tenedores sobre cuchillos, (en inglés Forks Over Knives) es un documental dirigido y guionado por Lee Fulkerson y producido por Monica Beach Media en 2011. Trata sobre alimentación, salud, medicamentos y veganismo. 

## Reseña
Tenedores sobre cuchillos parte de una investigación que realiza Lee Fulkerson, siguiendo de cerca las trayectorias personales de dos investigadores pioneros, los doctores Colin Campbell y Caldwell Esselstyn. Estos dos profesionales formados en universidades diferentes, uno en la Universidad Estatal de Pensilvania y el otro en la Universidad de Yale, respectivamente, sin conocerse, comparten similares ideas sobre la alimentación. 
También se presentan opiniones sobre la alimentación y los hábitos alimentarios, a través de reflexiones de diferentes pacientes, expertos y médicos. La película describe la importancia y relación de la comida en nuestra vida, cotidianidad y tradiciones. Nos presenta como la dieta de Estados Unidos ha cambiado en las últimas décadas, aumentando el consumo de carne, azúcar y lácteos; además de cómo se define para ese país qué es bueno, o conveniente, en la alimentación tanto de las familias como de los militares o los niños en las escuelas: dos de cada tres estadounidenses padece de sobrepeso.
Para su director hay una constante relación entre la alimentación y la posterior necesidad de medicamentos. Enmarca los beneficios de una dieta vegetariana, y nos muestra la opinión de expertos sobre los beneficios de comer una dieta basada en alimentos de origen vegetal y la relación que hay entre lo que comemos con las diferentes enfermedades como diabetes, cáncer e infartos. 
Participan en el documental Joey Aucoin, Neal Barnard, Gene Baur, San'Dera Brantley Nation, Junshi Chen, Mac Danzig, Connie Diekman, Caldwell Esselstyn, Rip Esselstyn, Ruth Heidrich, Matt Lederman, Alona Pulde, John Mc Dougail, Pam Popper.
Recorre estudios alimentarios y de salud de lugares como Filipinas, Kenia, Noruega, Japón, Hawái. El documental fue filmado en Canadá, China y Estados Unidos.